# Alyssa Diaz
Alyssa Elaine Diaz (Northridge, Los Ángeles, California, 7 de septiembre de 1985) es una actriz estadounidense. Es conocida por haber interpretado a Celia Ortega en  As The World Turns, a Jasmine en The Nine Lives of Chloe King y a Gloria Cruz en Army Wives.

## Biografía
Diaz nació en Northridge, California. Es de ascendencia mexicana, colombiana e irlandesa. Se graduó de la Bishop Alemany High School. Comenzó a actuar a la edad de doce años cuando un profesor le animó a inscribirse en el programa de teatro de la escuela.

### Carrera
Diaz debutó en 2001 en un episodio de Los Hermanos García, de la cadena Nickelodeon y siguió apareciendo en papeles pequeños en series como American Family y CSI: Miami, hasta que en 2005 obtuvo el personaje de Celia Ortega en la telenovela de la CBS As The World Turns, con el cual ganó popularidad. Ha sido invitada en series como The Unit, Shark, CSI: NY, Southland, Lie to Me y Law & Order: Los Angeles.
Para 2011, es contratada como parte del elenco principal de la serie de ABC Family The Nine Lives of Chloe King, en donde interpreta a Jasmine y comparte créditos con Skyler Samuels, Grace Phipps y Grey Damon. La serie fue cancelada debido a las bajas audiencias al término de la primera temporada.
En 2012, Diaz aparece como invitada en un episodio de la primera temporada de Revolution. También fue contratada para interpretar a Kimberly en la cuarta temporada de The Vampire Diaries, así mismo, obtiene el personaje recurrente de Gloria Cruz en la sexta temporada en Army Wives. Para la séptima temporada de la serie, Diaz es promovida al elenco principal.
Diaz también ha participado en cortometrajes como Wednesday Afternoon, Echoes y American Citizen, entre otros. En 2005, coprotagonizó la película independiente How the Garcia Girls Spent Their Summer, junto a America Ferrera. Sus créditos también incluyen películas como Oh Baby!, Shark Night 3D, Red Dawn y la película para televisión Ben 10: Alien Swarm, entre otras.

## Filmografía
| Cine             | Cine                                    | Cine                | Cine                                                         |
| Año              | Película                                | Papel               | Notas                                                        |
| ---------------- | --------------------------------------- | ------------------- | ------------------------------------------------------------ |
| 2004             | Wednesday Afternoon                     | Gisella             | Cortometraje                                                 |
| 2004             | Anyone                                  |                     | Cortometraje                                                 |
| 2004             | Echoes                                  | Jackie              | Cortometraje                                                 |
| 2005             | How the Garcia Girls Spent Their Summer | Rose                |                                                              |
| 2008             | Oh Baby!                                | Maria               |                                                              |
| 2011             | Shark Night 3D                          | Maya                |                                                              |
| 2012             | Red Dawn                                | Julie               |                                                              |
| 2012             | American Citizen                        | Giselle Castellanos | Cortometraje                                                 |
| 2014             | Other People's Children                 | Trina               | Posproducción                                                |
| Televisión       |                                         |                     |                                                              |
| Año              | Título                                  | Papel               | Notas                                                        |
| 2001             | Los Hermanos García                     | Mary Lee            | 1 episodio                                                   |
| 2002             | American Family                         | Alicia              | 1 episodio                                                   |
| 2004             | CSI: Miami                              | Chelsea Lopez       | 1 episodio                                                   |
| 2005             | As the World Turns                      | Celia Ortega        | 56 episodios                                                 |
| 2006             | Sixty Minute Man                        | Brogie              | Película para televisión                                     |
| 2006             | The Unit                                | Dolores             | 1 episodio                                                   |
| 2008             | Shark                                   | Rosa Diaz           | 1 episodio                                                   |
| 2008             | GRΣΣK                                   | Chrissy Snow        | 1 episodio                                                   |
| 2009             | CSI: NY                                 | Tracy James         | 1 episodio                                                   |
| 2009             | Valentine                               | Wendy Rojas         | 1 episodio                                                   |
| 2009             | Three Rivers                            | Christy             | 1 episodio                                                   |
| 2009             | Ben 10: Alien Swarm                     | Elena Validus       | Película para televisión                                     |
| 2009-2010        | Southland                               | Mercedes Moretta    | 3 episodios                                                  |
| 2010             | The Jensen Project                      | Samantha            | Película para televisión                                     |
| 2010             | Lie to Me                               | Ava Torres          | 1 episodio                                                   |
| 2011             | Law & Order: Los Angeles                | Malia Gómez         | 1 episodio                                                   |
| 2011             | The Nine Lives of Chloe King            | Jasmine             | Elenco principal                                             |
| 2011             | Necessary Roughness                     | Tallis Lang         | 1 episodio                                                   |
| 2012             | Revolution                              | Mia Clayton         | 1 episodio                                                   |
| 2012             | The Vampire Diaries                     | Kimberly "Kim"      | 4 episodios                                                  |
| 2012-2013        | Army Wives                              | Gloria Cruz         | Temporada 6, Elenco recurrente Temporada 7, Elenco principal |
| 2014             | The Last Ship                           | Intendente Ríos     | 2 episodios                                                  |
| 2014             | The Bridge                              | Lucy                | 3 episodios                                                  |
| 2014             | Grimm                                   | Belem Hoyos         | 1 episodio                                                   |
| 2015             | Ray Donovan                             | Teresa              | 1 episodio                                                   |
| 2016             | Lucifer                                 | Dani                | 1 episodio "Sweet Kicks"                                     |
| 2016 & 2017      | Zoo                                     | Dariela Marzan      | Temporada 2 Temporada 3                                      |
| 2018             | Narcos                                  | Mika Camarena       | Temporada 4                                                  |
| 2018             | Life Sentence                           | Kayla               | 3 episodios                                                  |
| 2018-actualmente | The Rookie                              | Angela Lopez        | Temporadas 1 y 2, Elenco principal                           |